# Karel Marysko
Karel Marysko (29. březen 1915, Třebechovice pod Orebem – 23. listopad 1988, Praha) byl český spisovatel a hudebník.

## Život
Jeho otec byl houslistou orchestru Záhřebské opery, takže dětství strávil v Chorvatsku. Později otec získal post kapelníka v Nymburku, kde Marysko poznal mladého Bohumila Hrabala, s nímž ho pak pojilo celoživotní přátelství. V letech 1929–1936 studoval pražskou konzervatoř, obor violoncello a klavír. V letech 1940–1943 působil jako učitel na hudební škole v Čáslavi. V období 1939–1946 se vrátil na konzervatoř a vystudoval violoncello u profesora Ladislava Zelenky. Za války působil jako cellista v orchestru Národního divadla, na konci války byl totálně nasazen v továrně na léky. Hudbu učil na Kubě (1962) a v Norsku (1973–1977), tam hrál rovněž v Městském orchestru ve Stavangeru. Po návratu z Norska šel do důchodu, dále však hrál v orchestru Smetanova divadla v Praze, v promenádním orchestru ve Františkových Lázních a v pražském motolském a nymburském krematoriu.

## Dílo
Během studií v Nymburku se spolu s Hrabalem přihlásili k surrealismu a posléze založili vlastní směr, který nazvali neopoetismus. Maryskovy básně z tohoto období vyšly roku 1970 pod názvem Poetický zápisník, což je jediná kniha, která mu za života vyšla oficiálně. Verše psal ale i později, nazýval je „veršelíny“. Ty vyšly až v letech devadesátých a zejména pak v sebraných spisech, které uspořádalo nakladatelství Pražská imaginace ve 12 svazcích. Obsahují krom poezie i prózy ve stylu neorealismu, detektivní příběhy, parafráze operních libret a velmi rozsáhlou korespondenci s Bohumilem Hrabalem.
NK ČR uvádí tato díla Karla Marysky:
- Rudá pochodeň –: pochod partyzánů (hudba Karel Marysko, slova Dandy Vlček; Nymburk, nákl. vl. (1944?) Zobrazení exemplářů s možností jejich objednání
- Poetický zápisník (výbor básní z let 1939 až 1946; Mladá fronta, 1970)
- Zelený altán (práce z let 1969-1976; 1987)
- Květomluva korejského kata (rukopis, výběr literárních prací z let padesátých, 1988)
- Modrý pavilon (rukopis, 1988)
- Emoční itinerář (rukopis], práce z let 1960-1963; 1989)
- Žlutý kabinet (rukopis, práce z let 1964-1967; 1989)
- Proč vždy básník chytá se hvězd? (Praha : Pražská imaginace, 1990)
- A vše jde dál (texty z osmdesátých let, doslov Bohumil Hrabal ; k vyd. připravili Karel Dostál a Václav Kadlec Marysko; Praha, Pražská imaginace, 1991)